# Hamilton Fish II

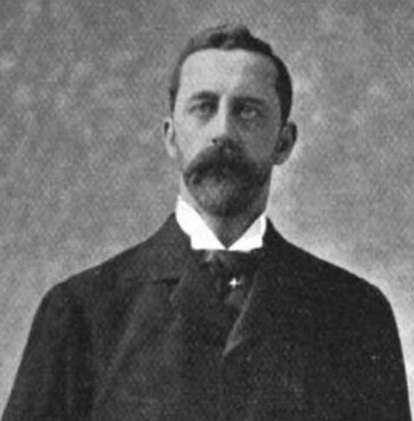
Hamilton Fish

Hamilton Fish II (* 17. April 1849 in Albany, New York; † 15. Januar 1936 in Aiken, South Carolina) war ein US-amerikanischer Anwalt und Politiker (Republikanische Partei).

## Leben
Er war der Sohn von Julia Ursin Niemcewicz Kean und Hamilton Fish, dem Außenminister der Vereinigten Staaten unter Präsident Ulysses S. Grant. Im Jahr 1869 beendete er sein Studium am Columbia College. Er arbeitete als Privatsekretär bei seinem Vater und schloss sein Studium an der Columbia Law School im Jahr 1873 ab.
Von 1874 bis 1896 war er Abgeordneter in der New York State Assembly. Dort war er 1890 Fraktionsvorsitzender der Republikaner sowie in den Jahren 1895 und 1896 der Speaker der Parlamentskammer. Schließlich gehörte Fish von 1909 bis 1911 dem Repräsentantenhaus der Vereinigten Staaten an; er bewarb sich vergeblich um die Wiederwahl.
Er war der Vater von Hamilton Fish III, der ebenfalls für den Staat New York im Repräsentantenhaus saß und dort zu den führenden Köpfen der Republikaner zählte.